# Grand Prix Formule 1 van Zuid-Afrika 1993
De Grand Prix Formule 1 van Zuid-Afrika 1993 werd gehouden op 14 maart 1993 op Kyalami.

## Uitslag
| Positie | Nr | Rijder               | Team                  | Ronden | Tijd/Opgave     | Startplaats | Punten |
| ------- | -- | -------------------- | --------------------- | ------ | --------------- | ----------- | ------ |
| 1       | 2  | Alain Prost          | Williams-Renault      | 72     | 1:38:45.082     | 1           | 10     |
| 2       | 8  | Ayrton Senna         | McLaren-Ford          | 72     | +1:19.824       | 2           | 6      |
| 3       | 26 | Mark Blundell        | Ligier-Renault        | 71     | +1 Ronde        | 8           | 4      |
| 4       | 23 | Christian Fittipaldi | Minardi-Ford          | 71     | +1 Ronde        | 13          | 3      |
| 5       | 30 | Jyrki Järvilehto     | Sauber                | 70     | +2 Rondes       | 6           | 2      |
| 6       | 28 | Gerhard Berger       | Ferrari               | 69*    | Motor           | 15          | 1      |
| 7       | 9  | Derek Warwick        | Arrows-Mugen-Honda    | 69*    | Spin            | 22          |        |
| NF      | 25 | Martin Brundle       | Ligier-Renault        | 57     | Spin            | 12          |        |
| NF      | 21 | Michele Alboreto     | Lola-Ferrari          | 55     | Oververhitting  | 25          |        |
| NF      | 20 | Érik Comas           | Larrousse-Lamborghini | 51     | Motor           | 19          |        |
| NF      | 6  | Riccardo Patrese     | Benetton-Ford         | 46     | Spin            | 7           |        |
| NF      | 5  | Michael Schumacher   | Benetton-Ford         | 39     | Spin            | 3           |        |
| NF      | 12 | Johnny Herbert       | Lotus-Ford            | 38     | Benzinesysteem  | 17          |        |
| NF      | 29 | Karl Wendlinger      | Sauber                | 33     | Motor           | 10          |        |
| NF      | 14 | Rubens Barrichello   | Jordan-Hart           | 31     | Versnellingsbak | 14          |        |
| NF      | 27 | Jean Alesi           | Ferrari               | 30     | Ophanging       | 5           |        |
| NF      | 19 | Philippe Alliot      | Larrousse-Lamborghini | 27     | Spin            | 11          |        |
| NF      | 24 | Fabrizio Barbazza    | Minardi-Ford          | 21     | Botsing         | 24          |        |
| NF      | 10 | Aguri Suzuki         | Arrows-Mugen-Honda    | 21     | Botsing         | 20          |        |
| NF      | 22 | Luca Badoer          | Lola-Ferrari          | 20     | Versnellingsbak | 26          |        |
| NF      | 0  | Damon Hill           | Williams-Renault      | 16     | Botsing         | 4           |        |
| NF      | 11 | Alessandro Zanardi   | Lotus-Ford            | 16     | Botsing         | 16          |        |
| NF      | 7  | Michael Andretti     | McLaren-Ford          | 4      | Botsing         | 9           |        |
| NF      | 15 | Ivan Capelli         | Jordan-Hart           | 2      | Spin            | 18          |        |
| NF      | 3  | Ukyo Katayama        | Tyrrell-Yamaha        | 1      | Transmissie     | 21          |        |
| NF      | 4  | Andrea de Cesaris    | Tyrrell-Yamaha        | 0      | Transmissie     | 23          |        |

## Wetenswaardigheden
- Slechts vijf wagens bereikten de eindmeet in slechte weercondities.
- JJ Lehto scoorde punten voor Sauber bij het debuut van het team. Mark Blundell scoorde zijn eerste podiumfinish, voor Ligier.
- Dit was de laatste Grand Prix van Zuid-Afrika tot op heden.

## Statistieken
| Pole-position | Alain Prost | Williams-Renault | 1:15.696 |
| Snelste ronde | Alain Prost | Williams-Renault | 1:19.492 |

## Noot
- Dit was het debuut van de Amerikaanse coureur Michael Andretti, de Italiaanse coureur Luca Badoer, en de Braziliaanse coureur (en toekomstig Grand Prix-winnaar) Rubens Barrichello.
- Honderdste Grand Prix-start voor Martin Brundle. Hiermee was Brundle de 35ste coureur die minstens 100 Grands Prix had gereden.
- Eerste podiumplaats voor Mark Blundell.

1960 · 1960 II · 1961 · 1962 · 1963 · 1965 · 1966 · 1967 · 1968 · 1969 · 1970 · 1971 · 1972 · 1973 · 1974 · 1975 · 1976 · 1977 · 1978 · 1979 · 1980 · 1981 · 1982 · 1983 · 1984 · 1985 · 1992 · 1993